# Шунгенское сельское поселение
Шунге́нское се́льское поселе́ние — муниципальное образование в Костромском районе Костромской области России.
Административный центр — село Шунга.

## История
Шунгенское сельское поселение образовано 30 декабря 2004 года в соответствии с Законом Костромской области № 237-ЗКО, установлены статус и границы муниципального образования.

## Население
| 2008  | 2010  | 2012  | 2013  | 2014  | 2015  | 2016  |
| ----- | ----- | ----- | ----- | ----- | ----- | ----- |
| 5376  | ↘5052 | ↗5141 | ↗5275 | ↗5477 | ↗5518 | ↗5584 |
| 2017  | 2018  | 2019  | 2020  | 2021  |       |       |
| ↗5609 | ↗5649 | ↘5613 | ↘5586 | ↘5431 |       |       |

## Состав сельского поселения
| №  | Населённый пункт | Тип населённого пункта       | Население |
| -- | ---------------- | ---------------------------- | --------- |
| 1  | Аганино          | деревня                      | ↘57       |
| 2  | Афёрово          | деревня                      | ↗416      |
| 3  | Захарово         | деревня                      | ↗27       |
| 4  | Казанка          | деревня                      | →154      |
| 5  | Колебино         | деревня                      | ↘41       |
| 6  | Курочино         | деревня                      | ↗25       |
| 7  | Малый Борок      | деревня                      | ↗64       |
| 8  | Некрасово        | деревня                      | ↗523      |
| 9  | Пасынково        | деревня                      | ↗36       |
| 10 | Петрилово        | село                         | ↗613      |
| 11 | Пустошка         | деревня                      | ↘20       |
| 12 | Саметь           | село                         | ↘688      |
| 13 | Спас             | село                         | ↗7        |
| 14 | Стрельниково     | деревня                      | ↗501      |
| 15 | Тепра            | деревня                      | ↘109      |
| 16 | Шемякино         | деревня                      | ↘33       |
| 17 | Шунга            | село, административный центр | ↗1253     |
| 18 | Яковлевское      | село                         | ↘613      |